# Taxithelium brassii
Taxithelium brassii là một loài rêu trong họ Sematophyllaceae. Loài này được E.B. Bartram mô tả khoa học đầu tiên năm 1942.